# Saison 5 d'Empire
Chronologie
Saison 4 Saison 6
Cet article présente le guide des épisodes de la cinquième saison de la série télévisée américaine Empire.

## Généralités
- Aux États-Unis, la saison a été diffusée du 26 septembre 2018 au 8 mai 2019 sur le réseau Fox.

## Distribution

### Acteurs principaux
- Terrence Howard (VF : Serge Faliu) : Lucious Lyon (en)
- Taraji P. Henson (VF : Annie Milon) : Cookie Lyon (en)
- Trai Byers (VF : Namakan Koné) : Andre Lyon
- Jussie Smollett (VF : Benjamin Pascal) : Jamal Lyon (en)
- Bryshere Y. Gray (VF : Jhos Lican) : Hakeem Lyon
- Gabourey Sidibe (VF : Fily Keita) : Becky Williams
- Ta'Rhonda Jones (VF : Laura Zichy) : Porsha Taylor
- Serayah McNeill (VF : Jennifer Fauveau) : Tiana Brown
- Andre Royo (VF : Julien Chatelet) : Thurston « Thirsty » Rawlings
- Nicole Ari Parker : Giselle Barker, la femme d'Eddie

### Acteurs récurrents et invités
- Forest Whitaker (VF : Emmanuel Jacomy)  : Eddie Barker
- Vivica A. Fox (VF : Pascale Vital) : Candace Holloway, sœur aînée de Cookie
- Tasha Smith (en) (VF : Jacky Tavernier) : Carol Holloway, Sœur de Cookie
- Phylicia Rashād : Diana Dubois
- Toby Onwumere : Kai Givens
- Katlynn Simone : Treasure
- Skylan Brooks ! Quincy
- Meta Golding : Teri
- Wood Harris : Damon Cross
- Sierra McClain : Nessa Parker
- Tisha Campbell-Martin : Brooke
- Alicia Coppola : Megan Conway
- Mario : Devon

## Épisodes

### Épisode 1: L'arroseur arrosé
- États-Unis /  Canada : 26 septembre 2018 sur FOX[1] / CHCH-DT
- France :4 mars 2020 sur Fox Play (Métropole)

- États-Unis : 6,09 millions de téléspectateurs[2] (première diffusion)

Deux ans après avoir perdu Empire chez Eddie Barker, Cookie et Lucious sont toujours en train de tout faire pour récupérer ce qui leur appartient.
La famille est maintenant complètement dispersée et se débrouille à sa manière après avoir connu des tragédies inimaginables.

### Épisode 2: Nouveaux départ
- États-Unis /  Canada : 3 octobre 2018 sur FOX / CHCH-DT
- France : 4 mars 2020 sur Fox Play (Métropole)

- États-Unis : 5,09 millions de téléspectateurs[3] (première diffusion)

Cookie et Lucious apprennent les difficultés à lancer un artiste sans les ressources d'Empire Entertainment et leur avenir avec la nouvelle artiste, Treasure, est compromis.
Ainsi, lorsqu'ils reçoivent deux offres intéressantes qui les ramèneront au pouvoir dans l'industrie de la musique, ils prennent une décision surprenante.

### Épisode 3: Orgueil et déception
- États-Unis /  Canada : 10 octobre 2018 sur FOX / CHCH-DT
- France : 4 mars 2020 sur Fox Play (Métropole)

- États-Unis : 5,15 millions de téléspectateurs[4] (première diffusion)

Cookie et Lucious font tout pour revenir dans le milieu de la musique, mais ils ont besoin de toute la famille et de certains anciens alliés pour faire de sérieux sacrifices.

### Épisode 4: Un seul être vous manque
- États-Unis /  Canada : 17 octobre 2018 sur FOX / CHCH-DT
- France : 4 mars 2020 sur Fox Play (Métropole)

- États-Unis : 5,31 millions de téléspectateurs[5] (première diffusion)

### Épisode 5: Blessé à jamais
- États-Unis /  Canada : 31 octobre 2018 sur FOX / CHCH-DT
- France : 4 mars 2020 sur Fox Play (Métropole)

- États-Unis : 4,23 millions de téléspectateurs[6] (première diffusion)

Lucious et Cookie préparent leur nouvel artiste Devon pour une soirée d'écoute exceptionnelle, mais craignent qu'il ne soit peut-être pas prêt pour ce type de pression.
Hakeem est déterminé à convaincre Tiana qu'il a mûri, mais elle a du mal à ne pas penser à tout ce qu'ils ont traversé au cours des deux dernières années.

### Épisode 6: Action ou Vérité
- États-Unis /  Canada : 7 novembre 2018 sur FOX / CHCH-DT
- France : 4 mars 2020 sur Fox Play (Métropole)

- États-Unis : 5,01 millions de téléspectateurs[7] (première diffusion)

En plein effort pour signer plus d'artistes, Cookie et Lucious font un pari pour voir qui peut trouver quelqu'un en premier.
Alors que Lucious parie sur la possibilité de rencontrer un rappeur prometteur dans un jeu de poker à gros enjeux, Cookie se rend dans la rue pour trouver des talents inexploités lors d'une série d'auditions.
Pendant ce temps, Hakeem refuse de quitter le studio quand sa colère l'inspire, ce qu’il considère être sa meilleure musique à ce jour.

### Épisode 7: Au nom de tous les miens
- États-Unis /  Canada : 14 novembre 2018 sur FOX / CHCH-DT
- France : 4 mars 2020 sur Fox Play (Métropole)

- États-Unis : 4,89 millions de téléspectateurs[8] (première diffusion)

Dans le but de combler le fossé entre Lyon Family Management et Empire, Lucious doit jouer gentiment avec Jeff Kingsley afin que les deux sociétés puissent convaincre le groupe de filles de revenir sur la carte.
Pendant ce temps, Jamal devient frustré à cause de Cookie qui tente de voler son artiste londonien, Wynter, sous son nez.

### Épisode 8: Pas de secret entre nous
- États-Unis /  Canada : 28 novembre 2018 sur FOX / CHCH-DT
- France : 4 mars 2020 sur Fox Play (Métropole)

- États-Unis : 5,03 millions de téléspectateurs[9] (première diffusion)

Le coût de gestion de Lyon Family Management commence à faire pression sur la relation entre Cookie et Lucious.
Lorsque Kingsley effectue un changement de pouvoir qui a des répercussions financières majeures pour Lucious, Cookie se remémore leurs premiers combats.
Kai est fâché lorsque Jamal annonce leurs fiançailles à la télévision en direct pendant que Tiana se retrouve à la croisée des chemins avec Hakeem, qui refuse de mettre de côté son bœuf avec Blake.

### Épisode 9: Le mouton noir
- États-Unis /  Canada : 5 décembre 2018 sur FOX / CHCH-DT
- France : 4 mars 2020 sur Fox Play (Métropole)

- États-Unis : 5,04 millions de téléspectateurs[10] (première diffusion)

La sécurité financière de la famille Lyon est en jeu à l'approche de la vitrine de leur projet LFM.
Les recherches de Kai pour un article sur Empire révèle une activité sale au sein de la société et provoque un conflit avec Jamal.
Pendant ce temps, Hakeem et Tiana parviennent à un accord sur la meilleure façon de faire progresser leur relation.

### Épisode 10: Tel le phénix
- États-Unis /  Canada : 13 mars 2019 sur FOX / CHCH-DT
- France : 4 mars 2020 sur Fox Play (Métropole)

- États-Unis : 4,40 millions de téléspectateurs[11] (première diffusion)

Avec le contrôle d'Empire à portée de main, les Lyon doivent tout mettre en œuvre pour prouver l'innocence de Lucious et Becky dans le scandale qui les touche.

### Épisode 11: Tapis rouge
- États-Unis /  Canada : 20 mars 2019 sur FOX / CHCH-DT
- France : 4 mars 2020 sur Fox Play (Métropole)

- États-Unis : 3,98 millions de téléspectateurs[12] (première diffusion)

Avec la réputation de l'entreprise familiale en jeu, les Lyon élaborent une stratégie pour rectifier le désordre de Kingsley pour présenter un nouvel Empire amélioré.
Alors que Lucious et Cookie embauchent une vieille connaissance pour retrouver l’argent volé par Eddie, Andre tente de convaincre le label de Devon de le laisser enregistrer avec Empire.

### Épisode 12: Sous pression
- États-Unis /  Canada : 27 mars 2019 sur FOX / CHCH-DT
- France : 4 mars 2020 sur Fox Play (Métropole)

- États-Unis : 3,97 millions de téléspectateurs[13] (première diffusion)

On offre à Cookie un moyen de changer de carrière qui mettrait son avenir dans l'entreprise familiale en péril.
Jamal travaille avec diligence pour tenter de faire de Tiana et Treasure un succès, alors que Lucious, Cookie et Giselle ont des projets pour Hakeem et le reste des artistes d'Empire.

### Épisode 13: Puissance retrouvée
- États-Unis /  Canada : 3 avril 2019 sur FOX / CHCH-DT
- France : 4 mars 2020 sur Fox Play (Métropole)

- États-Unis : 4,12 millions de téléspectateurs[14] (première diffusion)

Quand Empire lance sa tournée nationale à Philly, la situation se réchauffe et les conflits s'affrontent.
Les relations entre Jamal et Kai se compliquent et Treasure fait face à une mésaventure embarrassante.

### Épisode 14: Jusqu'au bout
- États-Unis /  Canada : 10 avril 2019 sur FOX / CHCH-DT
- France : 4 mars 2020 sur Fox Play (Métropole)

- États-Unis : 3,76 millions de téléspectateurs[15] (première diffusion)

Après avoir reçu des nouvelles d'Andre, la famille Lyon fait tout ce qui est en son pouvoir pour le soutenir tout en poursuivant son périple.
Alors que Cookie et Lucious discutent de leurs actes répréhensibles, Kai réconforte Jamal tout au long de ce processus.

### Épisode 15: Mettez de l'ordre dans votre foyer
- États-Unis /  Canada : 17 avril 2019 sur FOX / CHCH-DT
- France : 4 mars 2020 sur Fox Play (Métropole)

- États-Unis : 3,76 millions de téléspectateurs[16] (première diffusion)

Alors que les fédéraux se rapprochent de Empire, Jeff Kingsley cherche la vérité sur ce qui s’est réellement passé entre Lucious et Tracy Kingsley.
Pendant ce temps, Teri et les Lyon prient pour la santé d'Andre et Cookie fait face à la vérité sur sa relation avec Damon Cross.

### Épisode 16: Ne doute pas de mon amour
- États-Unis /  Canada : 24 avril 2019 sur FOX / CHCH-DT
- France : 4 mars 2020 sur Fox Play (Métropole)

- États-Unis : 3,77 millions de téléspectateurs[17] (première diffusion)

C'est un jour spécial pour Jamal et Kai, mais le drame pourrait bien le gâcher si Meghan Conway continue de poursuivre les Lyon par tous les moyens nécessaires.

### Épisode 17: Dernier souffle
- États-Unis /  Canada : 1er mai 2019 sur FOX / CHCH-DT
- France : 4 mars 2020 sur Fox Play (Métropole)

- États-Unis : 3,73 millions de téléspectateurs[18] (première diffusion)

Cookie est arrêtée par Meghan Conway, tandis que le passé de Lucious refait surface.
Becky, Hakeem et Andre élaborent un plan pour sauver Empire en organisant un show avec des invités spéciaux, tels que Sevyn Streeter et Ty Dolla $ign.

### Épisode 18: Fuite en avant
- États-Unis /  Canada : 8 mai 2019 sur FOX / CHCH-DT
- France : 4 mars 2020 sur Fox Play (Métropole)

- États-Unis : 4,09 millions de téléspectateurs[19] (première diffusion)

Alors que Cookie et Lucious font face à des trahisons réciproques, ils se demandent si cela pourrait être la fin de leur relation.

## Audiences aux États-Unis
| N° d'épisode | Titre original                         | Titre français | Chaîne | Date de diffusion originale | Audience (en millions de téléspectateurs) | Taux sur les 18-49 ans |
| ------------ | -------------------------------------- | -------------- | ------ | --------------------------- | ----------------------------------------- | ---------------------- |
| 1            | Steal from the Thief                   |                | FOX    | 26 septembre 2018           | 6.09                                      | 1.9                    |
| 2            | Pay for Their Presumptions             |                | FOX    | 3 octobre 2018              | 5.09                                      | 1.5                    |
| 3            | Pride                                  |                | FOX    | 10 octobre 2018             | 5.15                                      | 1.6                    |
| 4            | Love All, Trust a Few                  |                | FOX    | 17 octobre 2018             | 5.21                                      | 1.6                    |
| 5            | The Depth of Grief                     |                | FOX    | 31 octobre 2018             | 4.23                                      | 1.2                    |
| 6            | What is Done                           |                | FOX    | 7 novembre 2018             | 5.01                                      | 1.5                    |
| 7            | Treasons, Stratagems, and Spoils       |                | FOX    | 14 novembre 2018            | 4.89                                      | 1.4                    |
| 8            | Master of What Is Mine Own             |                | FOX    | 28 novembre 2018            | 5.03                                      | 1.6                    |
| 9            | Had it from My Father                  |                | FOX    | 5 décembre 2018             | 5.04                                      | 1.5                    |
| 10           | My Fault Is Past                       |                | FOX    | 13 mars 2019                | 4.40                                      | 1.2                    |
| 11           | In Loving Virtue                       |                | FOX    | 20 mars 2019                | 3.98                                      | 1.2                    |
| 12           | Shift and Save Yourself                |                | FOX    | 27 mars 2019                | 3.97                                      | 1.1                    |
| 13           | Hot Blood, Hot Thoughts, Hot Deeds     |                | FOX    | 3 avril 2019                | 4.12                                      | 1.2                    |
| 14           | Without All Remedy                     |                | FOX    | 10 avril 2019               | 3.76                                      | 1.1                    |
| 15           | A Wise Father That Knows His Own Child |                | FOX    | 17 avril 2019               | 3.76                                      | 1.1                    |
| 16           | Never Doubt I Love                     |                | FOX    | 24 avril 2019               | 3.77                                      | 1.1                    |
| 17           | My Fate Cries Out                      |                | FOX    | 1er mai 2019                | 3.73                                      | 1.1                    |
| 18           | The Roughest Day                       |                | FOX    | 8 mai 2019                  | 4.09                                      | 1.2                    |